# Bodas de sangre
|  | Aquest article tracta sobre l'obra de García Lorca; per la pel·lícula de Carlos Saura, vegeu l'article Bodas de sangre (pel·lícula). |

Bodas de sangre (en català Bodes de sang) és una tragèdia en vers i en prosa de l'escriptor andalús Federico García Lorca, escrita el 1931. La va estrenar el 8 de març de 1933 al Teatro Beatriz de Madrid per part de la Companyia de Josefina Díaz i Manuel Collado, amb escenografia de Santiago Ontañón. Ha tingut diverses adaptacions al cinema com la portada a terme per Edmundo Guibourg el 1938, amb Margarida Xirgu de protagonista, i més tard sota la direcció de Carlos Saura el 1981.
L'experìència del teatre la Barraca fa que Lorca impulsi una literatura adreçada a unes classes populars, generant el que es coneix com a "trilogia de la terra espanyola" que conjuntament amb Bodas de Sangre s'hi sumen Yerma (1934),i posiblemente una obra que no es va arribar a acabar amb el títol La destrucción de Sodoma.
L'obra se centra en l'anàlisi d'un sentiment tràgic de la vida i la mort des d'una forma arcaica i ancestral. Hi trobem mites, llegendes i paisatges que introdueixen el lector en un món de passions ombrívoles que deriven en la gelosia, la persecució i en el final tràgic de la mort. L'amor es destaca com l'única força que la pot vèncer. El marc de l'obra se situa en un paisatge i costums d'una Andalusia tràgica i alhora universal.
Els esdeveniments tràgics que succeeixen a l'obra Bodas de sangre podrien basar-se en uns fets reals que es van produir el 22 de juliol de 1928 al Cortijo del Fraile, a Níjar, Almeria, l'anomenat Crim de Níjar. Lorca va conèixer els fets per la premsa, si bé l'escriptora i activista Carmen de Burgos, originària de Níjar, ja havia escrit una novel·la curta sobre el succés anterior a Bodas de sangre, anomenada Puñal de claveles, que va servir també d'inspiració a l'autor granadí.

## Antecedents
En Bodas de sangre, i en general en tota l'obra dramàtica de Lorca, es reconeixen els trets distintius de la tragèdia grega, representada en la Poètica d'Aristòtil, el qual la defineix en els següents elements: argument, personatges, cor, pensament, dicció i espectacle. Un dels elements més distintius de la tragèdia grega és la figura dels choros (corifeu) que es representen a través del cant i mitjançant la parla, i que esta molt present en l'obra de Lorca.
També podem trobar similituds en les obres dramàtiques del segle d'or Espanyol, com el tema de la moralitat i la civilització davant la sexualitat i anarquia. L'honorabilitat també es un tema recorrent en la literatura clàssica espanyola que estarà present a Bodas de sangre i en general en tota l'obra lorquiana.

## Argument
L'obra gira entorn del futur casament entre un noi i una noia. El noi està decidit a casar-se i ho comunica a la seva mare, que es troba acorralada pels fantasmes del passat, perquè la promesa del seu fill havia estat núvia de Leonardo, familiar dels Félix i enemics del nuvi i la mare. L'amor de la noia per Leonardo, amor que ja creia oblidat, torna a despertar-se quan veu el seu antic xicot el dia del seu casament.
També es planteja el conflicte entre dues famílies. D'una banda, la família del nuvi i la mare, que ha perdut el seu marit i un dels seus fills per culpa de l'altra família. Per l'altra, els Félix, que estan també abocats a la catàstrofe, ja que Leonardo encara està enamorat de l'antiga xicota, amb qui va estar sortint durant tres anys, i a la qual no ha pogut oblidar encara que es troba casat i té un fill.
Finalment, el noi i la noia es casen, però durant la festa la núvia i Leonardo s'escapen per fer realitat el seu somni d'estar junts. El nuvi els persegueix pel bosc fins que els troba i, llavors, en una aferrissada lluita, moren tots dos. La núvia, que sent que ja no té motiu per viure, visita la mare del nuvi, no per demanar-li perdó sinó perquè li llevi la vida a ella també. La mare, per la seva banda, no és capaç ni de tocar-la, encara que li agradaria fer-ho fins a matar-la, no té prou forces per fer res, ja que acaba de perdre l'únic que li quedava: el seu fill.

## Personatges
Podem distingir quatre personatges principals: mare, núvia, Leonardo i nuvi, entre els quals es porta a terme la tragèdia de Bodas de sangre:

### Principals
- La mare: representa la fidelitat a la terra. En el seu afany de protecció de la descendència se sent identificada amb la terra, la família i la sang. Cal seguir mantenint la vida a través de l'espècie, a través del fill. És forta i constant, pacient davant l'adversitat.
- El nuvi: personatge poc coneixedor dels secrets amagats de la seva promesa. Malgrat l'assassinat és bona persona. Estima la seva xicota per sobre de tot. Està orgullós de les seves terres i del seu treball.
- La núvia: dona impulsiva que va ser arrossegada per una força superior sense adonar-se del dany que podia causar a una tercera persona.
- Pare de la núvia: home tranquil, interessat especialment per les terres del nuvi. Inconscientment, adverteix el nuvi que la núvia no el vol.
- Leonardo: apassionat, vigorós. Va ser rebutjat pels pares del seu primer amor. Profundament enamorat. No va tenir cap mirament per abandonar la seva dona i el seu fill i escapar-se amb la núvia. El seu caràcter inconscient és semblant al d'ella. Cal remarcar que aquest és l'únic personatge de l'obra que té un nom propi, la qual cosa subratlla la seva importància en la trama. I més encara: mentre que la resta dels personatges veuen el seu rol definit, o fins a cert punt limitat, pel nom que porten, donant-li un nom propi, García Lorca es veu lliure per desenvolupar-lo més plenament i fer-lo menys estereotipat.

### Secundaris
- La Lluna: apareix a l'escena del bosc, la més poètica de l'obra, com un llenyataire jove, amb la cara blanca. La lluna també juga el rol d'"ajudant de la mort" perquè, a través de la il·luminació que li ofereix (element teatral que és emfatitzat diverses vegades per les acotacions de l'obra, en què indica la intensa llum blavosa que s'ha de projectar quan el personatge apareix), intervé en el final tràgic dels dos homes.
- La mort: també apareix al bosc com una captaire, descalça i totalment coberta per tènues draps de color verd fosc. Aquest personatge no figura en el repartiment. Acompanya el nuvi a la recerca de Leonardo i la núvia.
- La sogra de Leonardo, i la seva dona: endevinen el que passarà.
- La criada, la veïna i gent del poble: demostren la seva preocupació per la tragèdia.
- Llenyataires i mossos: narradors de la història final.

## Símbolisme
Lorca utilitza uns arquetips que enriqueixen la tradició i estableixen una base tant per l'escriptor com per al lector. La unitat de la poesia i el drama de García Lorca es revela millor en la repetició d'aquests símbols arquetípics. A Bodas de sangre el mite es reconeix en la suma dels conflictes naturals, de desitjos contraris; és una història del naixement, la passió i la derrota per la mort que és el destí final de l'home. El mite fonamental en l'obra, és la lluita contra les forces internes del desig i de la gelosia i contra les forces externes de la mort i l'esterilitat. Entre les metàfores i símbols més brillants destaquen:
- El cavall: comunament és un element associat amb el sexe, la virilitat i la força, característiques presents en el personatge amb el qual està fortament lligat al llarg de tota l'obra: Leonardo. Més globalment, representa la passió desenfrenada que condueix a la mort. Probablement, la menció més significativa d'aquest símbol es troba en la cançó de bressol que canten la sogra i la dona en el segon quadre del primer acte. Aquí, mitjançant l'ús del cavall, es crea una ironia tràgica que augura el desenllaç fatal de l'obra.[17]
- La lluna: és un element recurrent en l'obra de García Lorca. Quasi sempre simbolitza la mort. Un exemple el trobem en el Romance de la Luna, Luna, que es troba inclòs dins del Romancero Gitano. A Bodas de sangre torna a atorgar-li aquest significat tràgic, però aquí la lluna no només està associada amb la mort, sinó que es vincula directament amb la violència i la sang que implica.
- El ganivet: està associat a la mort dels éssers humans i la mare els té especial rebuig, ja que va posar fi a la vida del seu marit i el seu primogènit. És una constant en l'obra de Lorca l'obsessió pel punyal, el ganivet i la navalla, que a Bodas de sangre atreuen la fascinació i, alhora, presagien la mort.
- La captaire: simbolitza la mort, ja que dicta el destí tràgic que sofriran els personatges protagonistes.
- La corona de tarongina: simbolitza la puresa de la dona.

## Recursos estilístics
En aquesta obra García Lorca fa servir un estil molt personal, que fa que la naturalesa experimenti una personificació. Les metàfores, les imatges i els símbols són els recursos estilístics més emprats. La marginació i l'ambient alegre andalús contrasta amb el clima de la mort que es reprodueix al llarg de bona part d'aquesta tragèdia.
S'utilitza de fórmules populars: versos octosíl·labs i rima assonant amb un diàleg ràpid, exclamacions, frases col·loquilas i un to autoritari. Així mateix, podem veure l'ús continu del temps gramatical del futur.

## Primera edició en llibre
A causa del gran èxit de la seva posada en escena, aquesta va ser l'única obra de teatre publicada en format de llibre en vida de Federico García Lorca: Bodas de sangre. Tragedia en tres actos y siete cuadros. Madrid: revista Cruz y Raya – Editorial El Árbol, 1935 (en el colofó porta la data de 1936). Edició en 4t menor (23 cm.), coberta amb solapes. 125 pàgines. Primera edició limitada a 1100 exemplars.

## Llegat
Bodas de sangre és considerada com un dels grans drames representatius del modernisme. La fusió que fa dels temes tradicionals de la cultura anadalusa i de les avantguardes europees son un dels punts claus de la renovació teatral dels anys trenta a nivell internacional
La forma en que la poesia i teatre estan relacionats amb la musica fan que Bodas de sangre sigui una obra d'art total que permet aporar-s'hi des de diverses perspectives, fent de la que la musica popular: cançó de bresssol, cantar i romanç tingui una vàlua principal.
Bodas sangre ha tingut un gran impacte en la literatura universal, inclus en l'ambit anglosaxó. Ja en 1935 es va taduir per primer cop a l'anglès amb el vist-i-plau del mateix autor, tot i que era difícil d'entendre pel públic de l`època. Les traduccions a l'anglès que han portat a terme per exemple Gwynne Edwards, Ted Hughes, Carmen Zapata i Michael Dewell mostren diferents vies per adaptar el ric imaginari de la tragèdia de Lorca.

## Adaptacions

### Òpera i dança
- Crónica del suceso de bodas de sangre, títol original del ballet conegut com a Bodas de sangre, que va atorgar un notable èxit al ballarí i coreògraf espanyol Antonio Gades, a partir de la seva estrena a Roma el 1974. El 1981, en va fer una versió cinematogràfica dirigida per Carlos Saura.[25]
- Bluthochzeit, òpera de Wolfgang Fortner (1957).[26]
- Blood Weeding, òpera de la compositora anglesa Nicola LeFanu (1992).[27]

### Cinema
- Bodas de sangre, pel·lícula argentina dirigida el 1938 per Edmundo Guibourg.[28]
- Bodas de sangre, pel·lícula marroquina dirigida el 1977 per Souheil Ben-Barka.[29]
- Bodas de sangre, musical cinematogràfic dirigit el 1981 per Carlos Saura a partir del ballet d'Antonio Gades.[25][30]
- La novia, pel·lícula espanyola dirigida el 2015 per Paula Ortiz Álvarez.[31]